# Cuentos para adultos
Después del lanzamiento de su primer EP Las Paticas de la Abuela, "Cuentos para Adultos" es el primer álbum lanzado por la banda de rock venezolana Caramelos de Cianuro, el cual incluye las canciones del mencionado EP. Una de las canciones más representativas incluidas en este álbum es:"Tu Mamá te va a Pegar".
Apariciones en TV, entrevistas en radio y presentaciones en vivo energéticas e impresionantes proporcionan buena promoción y prensa para el disco, creando rápidamente un grupo de seguidores de la banda caraqueña.

## Formación
- Luis Barrios (guitarra)
- Miguel González "El Enano" (guitarra)
- Asier Cazalís (vocalista, bajo)
- Pablo Martínez (batería)

## Lista de canciones
1. Caperucita - 2:29
2. Intro - 2:12
3. El Festín de la Carne Humana - 2:21
4. Pistolero - 3:09
5. Tu mamá te va a Pegar - 3:45
6. En tu Intestino - 3:59
7. La Bruja - 2:20
8. El Baile del Fin de Semana - 3:19
9. Chan Chaca Chan - 2:50
10. Nadando a Través de la Galaxia - 5:24

- Datos: Q3006758